# Station Montville
Station Montville is een spoorwegstation in de Franse gemeente Montville.